# Parlement de Barebone
 (novembre 2023).
Si vous disposez d'ouvrages ou d'articles de référence ou si vous connaissez des sites web de qualité traitant du thème abordé ici, merci de compléter l'article en donnant les références utiles à sa vérifiabilité et en les liant à la section « Notes et références ».
Le Parlement de Barebone ou Parlement des ossements, ou plus exactement Parlement décharné, est le seul Parlement d'Angleterre dont les membres ont été désignés (et non élus) sous l'influence d'Oliver Cromwell et de l'armée. Il a siégé du 4 juillet au 12 décembre 1653. Il succède au Parlement croupion (Rump Parliament), déconsidéré et dissous le 20 avril précédent.
Le nom de Parlement de Barebone (en anglais : Barebone's Parliament) est une dénomination ironique du fait de la présence d'un membre dénommé Praisegod Barebone (traduction littérale de Prie-Dieu Os décharné). Il est aussi désigné sous le nom  Petit Parlement ou d'Assemblée des Saints, ses membres ayant été choisis parmi des hommes présentant toute garantie de piété protestante.

## Historique

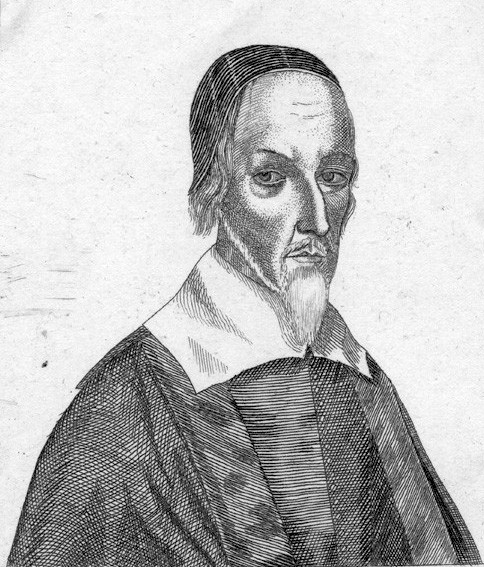
Le député Praise-god Barebone.

À l'issue de la dissolution du Parlement croupion (appelé ainsi parce qu'il a été purgé par l'armée de deux tiers de ses éléments, refusant de juger Charles Ier pour trahison), le Conseil d'État qui en était l'émanation est supprimé par Cromwell et remplacé par un collège de 13 membres (9 militaires et 4 civils)  parmi lesquels figurent, outre Cromwell, John Lambert, Thomas Harrison, Bulstrode Whitelocke. C'est ce collège qui procède à la désignation des représentants, mais la lettre de convocation du 6 juin 1653 est signée du seul Oliver Cromwell. Le Président de la Chambre est Francis Rous. Le nombre total des membres est arrêté à 140, dont 129 pour l'Angleterre, cinq pour l'Écosse et six pour l'Irlande.
Prudemment, Cromwell avait désigné l'Assemblée sous le nom de Représentation, mais le premier acte de celle-ci fut de s'autoproclamer Parlement. L'Angleterre lui doit l'institution du mariage civil obligatoire et de l'état civil laïc. Mais ce sont les discussions sur la suppression de la dîme que les oppositions internes se font jour entre les modérés proches de Cromwell et les radicaux soutenus par les tenants de la Cinquième Monarchie.
Le 12 décembre, Lambert et les modérés font passer un projet de constitution Instrument of Government instituant le Protectorat et confiant les pleins pouvoirs à Cromwell. Malgré l'opposition d'Harrison et d'autres membres qui sont expulsés manu militari, le Parlement s'auto-dissout dans l'indifférence générale après moins de six mois d'existence.